# Blajan
Blajan (okzitanisch gleichlautend) ist eine französische Gemeinde mit 433 Einwohnern (Stand 1. Januar 2022) im Département Haute-Garonne in der Region Okzitanien (vor 2016 Midi-Pyrénées); sie gehört zum Arrondissement Saint-Gaudens und zum Kanton Saint-Gaudens. Die Einwohner werden Blajanais genannt.

## Geografie
Blajan liegt in der historischen Provinz Comminges am Fuß der Pyrenäen, etwa 26 Kilometer nördlich von Saint-Gaudens. Das Gemeindegebiet wird von folgenden Flüssen durchzogen: die Gesse an der Nordgrenze,  die Bernesse im Zentrum und die Save an der Südgrenze. 
Umgeben wird Blajan von den Nachbargemeinden Boulogne-sur-Gesse im Norden, Saint-Pé-Delbosc im Nordosten und Osten, Charlas im Osten und Südosten, Lespugue im Südosten und Süden, Montmaurin im Süden, Nizan-Gesse im Südwesten sowie Gensac-de-Boulogne im Westen und Nordwesten.

## Bevölkerungsentwicklung
| Jahr                       | 1962 | 1968 | 1975 | 1982 | 1990 | 1999 | 2009 | 2020 |
| Einwohner                  | 609  | 569  | 595  | 578  | 521  | 437  | 505  | 446  |
| Quellen: Cassini und INSEE |      |      |      |      |      |      |      |      |

## Sehenswürdigkeiten

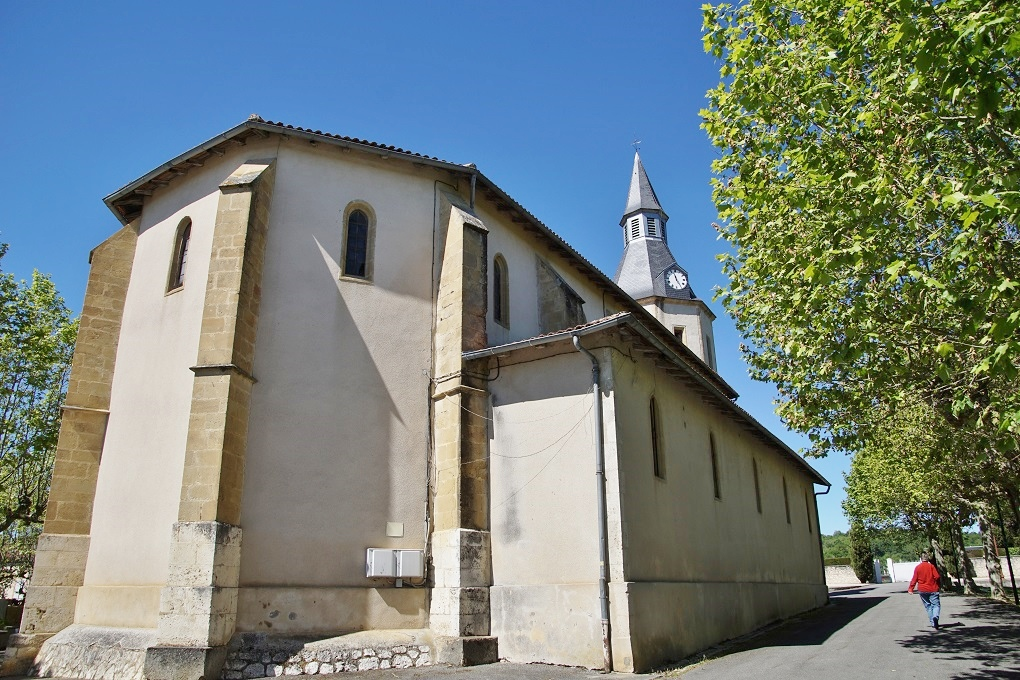
Kirche Saint-Roch

- Kirche Saint-Roch
- Ziegelmuseum